# شهرستان تربوفلیا
شهرستان تربوفلیا (به لاتین: Terebovlia Raion) یک شهرستان در اوکراین است که در استان ترنوپیل واقع شده‌است. شهرستان تربوفلیا ۱۱۳٫۰۰۰ کیلومتر مربع مساحت و ۷۰٬۹۰۰ نفر جمعیت دارد.